# Julius Lederer
Julius Lederer (Viena, 24 de junio de 1821-Viena, 30 de abril de 1870) fue un entomólogo de Austria especializado en lepidópteros. Viajó en sus investigaciones a lo largo de Andalucía en 1849, Carintia con Johann von Hornig (1819–1886),  İzmir en 1864, Magnesia en 1865, Turquía (1866-1867), Líbano en 1868 o los Balcanes en 1870.

## Publicaciones
- www.zobodat.at  (en alemán)